# Geometrisk optik
Geometrisk optik eller stråleoptik er den simpleste model for optik, da lys beskrives som lysstråler, der bevæger sig i lige linjer. Modellen er brugbar, så længe lyset kun rammer objekter, der er meget større end lysets bølgelængde. Ellers må bølgeoptikken tages i brug.
Lysstråler følger mere præcist den hurtigste vej jf. Fermats princip, hvilket også er baggrunden for Snells lov.